# Герб Курганської області

Герб Курганської області

Герб Курганської області є символом Курганської області, прийнято 1 грудня 1997 року. 

## Опис
Герб Курганської області являє собою зелений геральдичний щит, у поле якого — два відвернені срібні кургани (пагорба), з яких лівий — менше й виникає через правий; у срібній, з п'ятьма зубцями й чотирма прорізами, краї — лазурова (синя, блакитна) куниця, що біжить, з золотими мордою й грудьми. Права геральдична сторона перебуває ліворуч від глядача, ліва — праворуч. 